# 玫紅絲鰭鱈
玫紅絲鰭鱈（学名：Laemonema rhodochir），又名鱈魚，为輻鰭魚綱鱈形目稚鱈科絲鰭鱈屬下的一个种，棲息深度95-600公尺，體長可達21.2公分，分布於太平洋區，包括琉球海溝、夏威夷群島、台灣等海域，棲息在底中層水域，生活習性不明。